# Dangy
Dangy és un municipi francès situat al departament de la Manche i a la regió de Normandia. L'any 2007 tenia 656 habitants.

## Demografia

### Població
El 2007 la població de fet de Dangy era de 656 persones. Hi havia 244 famílies de les quals 60 eren unipersonals (24 homes vivint sols i 36 dones vivint soles), 88 parelles sense fills, 76 parelles amb fills i 20 famílies monoparentals amb fills.
La població ha evolucionat segons el següent gràfic:
Habitants censats

### Habitatges
El 2007 hi havia 289 habitatges, 253 eren l'habitatge principal de la família, 19 eren segones residències i 17 estaven desocupats. Tots els 288 habitatges eren cases. Dels 253 habitatges principals, 186 estaven ocupats pels seus propietaris, 64 estaven llogats i ocupats pels llogaters i 3 estaven cedits a títol gratuït; 6 tenien dues cambres, 21 en tenien tres, 68 en tenien quatre i 158 en tenien cinc o més. 213 habitatges disposaven pel capbaix d'una plaça de pàrquing. A 109 habitatges hi havia un automòbil i a 126 n'hi havia dos o més.

### Piràmide de població
La piràmide de població per edats i sexe el 2009 era:
| Homes | Edats   | Dones |
| ----- | ------- | ----- |
| 0     | 95 o +  | 0     |
| 0     | 90 a 94 | 8     |
| 8     | 85 a 89 | 4     |
| 12    | 80 a 84 | 12    |
| 8     | 75 a 79 | 16    |
| 8     | 70 a 74 | 20    |
| 8     | 65 a 69 | 24    |
| 20    | 60 a 64 | 24    |
| 8     | 55 a 59 | 8     |
| 28    | 50 a 54 | 28    |
| 12    | 45 a 49 | 16    |
| 24    | 40 a 44 | 28    |
| 24    | 35 a 39 | 12    |
| 16    | 30 a 34 | 28    |
| 24    | 25 a 29 | 4     |
| 16    | 20 a 24 | 12    |
| 20    | 15 a 19 | 24    |
| 20    | 10 a 14 | 8     |
| 28    | 5 a 9   | 20    |
| 16    | 0 a 4   | 4     |

## Economia
El 2007 la població en edat de treballar era de 396 persones, 291 eren actives i 105 eren inactives. De les 291 persones actives 271 estaven ocupades (152 homes i 119 dones) i 20 estaven aturades (8 homes i 12 dones). De les 105 persones inactives 32 estaven jubilades, 32 estaven estudiant i 41 estaven classificades com a «altres inactius».

### Ingressos
El 2009 a Dangy hi havia 252 unitats fiscals que integraven 616,5 persones, la mediana anual d'ingressos fiscals per persona era de 15.661 €.

### Activitats econòmiques
Dels 22 establiments que hi havia el 2007, 3 eren d'empreses alimentàries, 3 d'empreses de construcció, 8 d'empreses de comerç i reparació d'automòbils, 1 d'una empresa d'hostatgeria i restauració, 1 d'una empresa immobiliària, 2 d'empreses de serveis, 2 d'entitats de l'administració pública i 2 d'empreses classificades com a «altres activitats de serveis».
Dels 3 establiments de servei als particulars que hi havia el 2009, 1 era un paleta, 1 fusteria i 1 agència immobiliària.
Dels 2 establiments comercials que hi havia el 2009, 1 era una botiga de més de 120 m² i 1 una botiga de menys de 120 m².
L'any 2000 a Dangy hi havia 33 explotacions agrícoles que ocupaven un total de 504 hectàrees.

## Equipaments sanitaris i escolars
L'únic equipament sanitari que hi havia el 2009 era un psiquiàtric.
El 2009 hi havia una escola elemental integrada dins d'un grup escolar amb les comunes properes formant una escola dispersa.

## Poblacions més properes
El següent diagrama mostra les poblacions més properes.